# 에릭 호엘

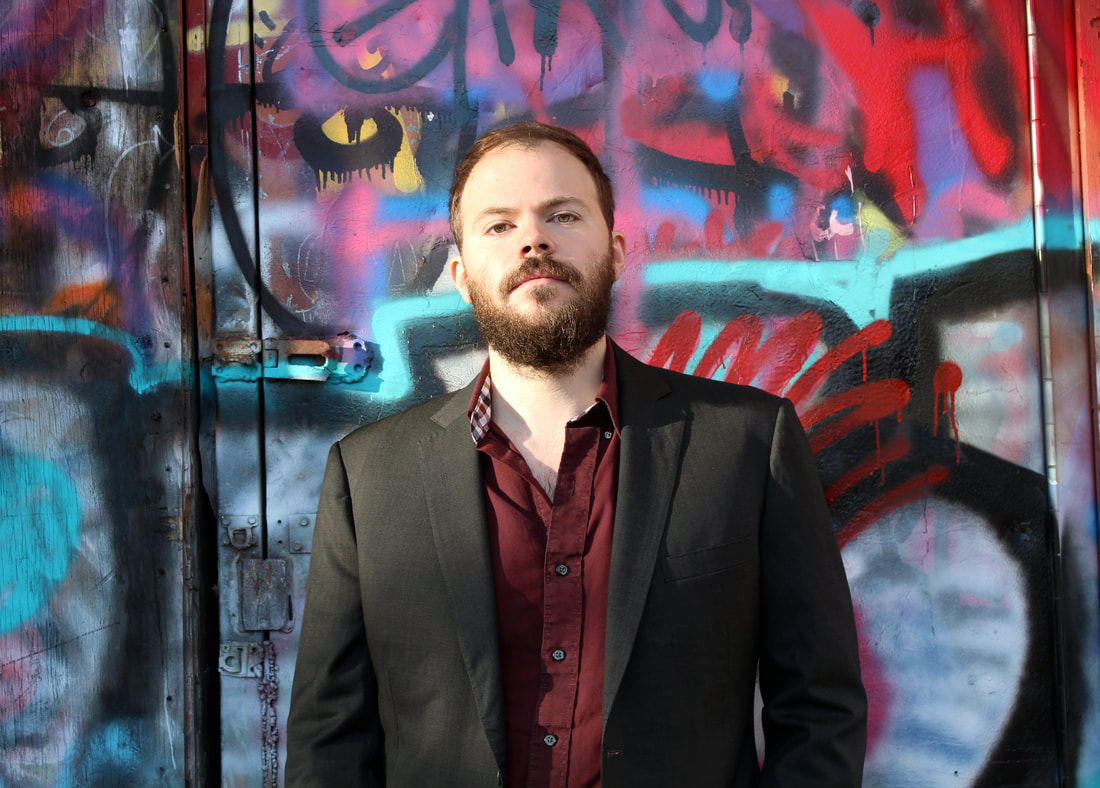

에릭 호엘(Erik Hoel, 1988년~)은 미국 신경과학자로 신경과학에 대한 업적을 남겼다.
미국 위스콘신대학교 매디슨 캠퍼스에서 신경과학을 전공으로 박사 학위를 받았다. 이후 컬럼비아대학교에서 박사 후 연구원으로, 프린스턴 고등 연구소에서는 객원연구원으로 재직했으며 터프츠대학교에서 연구 교수를 역임했다.
2018년에는 미국 경제 전문지 〈포브스〉가 ‘주목할 만한 30세 미만 리더 30인’(과학 분야)으로 선정할 만큼 미국 신경과학계가 주목하는 신예로 떠오르고 있다. 현재는 매사추세츠주 남부에 위치한 섬 케이프 코드에 살고 있다.

## 개요
미국 위스콘신대학교 매디슨 캠퍼스에서 신경과학을 전공으로 박사 학위를 받았다. 이후 컬럼비아대학교에서 박사 후 연구원으로, 프린스턴 고등 연구소에서는 객원연구원으로 재직했으며 터프츠대학교에서 연구 교수를 역임했다.
2018년에는 미국 경제 전문지 〈포브스〉가 ‘주목할 만한 30세 미만 리더 30인’(과학 분야)으로 선정할 만큼 미국 신경과학계가 주목하는 신예로 떠오르고 있다. 현재는 매사추세츠주 남부에 위치한 섬 케이프 코드에 살고 있다.

## 대표 저서
● 『세계 너머의 세계』(2024년 07월 흐름출판 출간)
“현대 과학은 의식의 비밀을 밝혀낼 수 있을까?”
명백한 한계에도 불구하고 ‘세계 너머의 세계’에 가닿기 위해
한 젊은 신경과학자가 던지는 도발적이고도 첨예한 질문들
인간의 의식(consciousness)은 현대 과학이 아직까지도 그 작동 원리에 관해 명확한 해답을 얻지 못한 미지의 영역이다. 의식의 특성과 과학의 연구 방식을 생각하면 당연한 귀결이다. 의식은 ‘느낌’, ‘생각’, ‘지각’ 등으로 불리는, 우리가 경험하는 모든 삶의 감각과 인식의 흐름을 총체적으로 일컫는다. 의식은 일종의 정신 언어이다. 
17세기 무렵 과학은 실험과 관찰을 통해 산출된 결과값을 토대로 가설을 논증하거나 반증하는 방식의 외재적 관점을 학문의 핵심으로 선언했다. 이는 자연의 모든 현상을 파악함에 있어 주관성을 철저하게 배제한 학문적 태도였다. 하지만 지극히 주관적인 내적 경험을 외재적 방법론만으로 접근함에 따라 의식 연구는 점점 더 극복할 수 없는 문제에 직면하게 됐다.
이 책 《세계 너머의 세계》는 오늘날 신경과학 분야에서 촉망받는 신예로 떠오르고 있는 에릭 호엘의 첫 번째 책이다. 지금까지 발표된 의식 이론 중 가장 설명력이 뛰어난 이론인 통합 정보 이론의 체계를 수립한 줄리오 토노니에게 사사하고, 유명 경제 전문지 〈포브스〉가 선정한 ‘30세 미만 리더 30인(Forbes 30 Under 30)’ 과학 부문에 이름을 올리는 등 신경과학자로서 전도유망함을 두루 인정받고 있는 호엘은 이 책에서 오늘날 의식 연구가 처한 어려운 문제와 자기모순의 역설 등을 거침없이 전개해나간다. 
호엘은 의식 과학을 비롯한 신경과학이 외재적 관점과 내재적 관점을 통합해야 한다고 주장하면서 구체적으로 어떤 문제들을 직시하고 돌파해야 하는지를 조목조목 짚어준다. 의식 연구를 둘러싸고 과거부터 지금까지 수많은 과학자들과 철학자들이 벌였던 열띤 논쟁의 역사를 톺아보고 싶은 독자는 물론이고, 오늘날 의식 과학의 최전선에서 이루어지는 담론들과 그 한계점을 파악하고 싶은 독자라면 꼭 읽어야 하는 매력적인 교양 과학서다. 

## 저서
소설
- Hoel, Erik (2021). The Revelations: A Novel (첫 번째 판). New York: Harry N. Abrams.

논픽션
- Hoel, Erik(2023년 7월 25일). The World Behind the World: Consciousness, Free Will, and the Limits of Science . Avid Reader Press / Simon & Schuster.

## 참고 자료
- 클라이너, 요하네스; 에릭 호엘(2021년 2월 10일). " 위조와 의식"# . 의식의 신경과학 . 2021

- Wenzel, Michael; Han, Shuting; Smith, Elliot H.; Hoel, Erik; Greger, Bradley; House, Paul A.; Yuste, Rafael(2019년 5월). "의학적으로 유도된 의식 상실에서 감소 된 피질 미시 상태와 신경 앙상블의 레퍼토리"#

- Hoel, Erik P.; Albantakis, Larissa; Marshall, William; Tononi, Giulio (2016). "거시가 미시를 이길 수 있을까? 시공간적 규모에 걸친 통합 정보"# . 의식의 신경과학 . 2016

- Varley, Thomas; Hoel, Erik(2021). "정보 변환으로서의 출현: 통합 이론"#.

- Marrow, Scythia; Michaud, Eric J.; Hoel, Erik (2020년 12월 18일) "정보 이론을 사용하여 딥 신경망의 인과 구조 조사"#.

- 클라인, 브레넌; 호엘, 에릭(2020년 4월 4일). "복잡한 네트워크에서 정보적 상위 스케일의 출현" . 복잡성 . 2020#

- Hoel, Erik; Klein, Brennan; Swain, Anshuman; Grebenow, Ross; Levin, Michael (2020년 5월 3일). "진화는 출현으로 이어진다: 생명의 나무 전체에 걸친 단백질 상호작용체 분석"#

- Hoel, Erik(2017년 4월 26일). "지도가 영토보다 나을 때"#

- Hoel, Erik P.; Albantakis, Larissa; Tononi, Giulio(2013년 12월 3일). "Quantifying causal emergence shows that macro can beat micro" . 미국 국립과학원 회보#

- Hoel, Erik(2021년 5월). "과적합 된 뇌: 꿈은 일반화를 돕기 위해 진화했다"#

- Hoel, Erik P.; Albantakis, Larissa; Cirelli, Chiara; Tononi, Giulio(2016년 4월 1일). "발달 중 시냅스 정제 및 느린 파동 활동에 미치는 영향: 계산 연구" . Journal of Neurophysiology . #